# Glitterbug
Albums de The Wombats
This Modern Glitch
(2011) Beautiful People Will Ruin Your Life
(2018)
Singles
1. Your Body Is a Weapon
Sortie : 2 octobre 2013
2. Greek Tragedy
Sortie : 14 janvier 2015
3. Give Me a Try
Sortie : 11 mars 2015

Glitterbug est le troisième album studio du groupe britannique de rock indépendant The Wombats sorti le 13 avril 2015 sur le label 14th Floor Records.

## Liste des chansons
Toutes les chansons sont écrites et composées par Matthew Murphy.
| No  | Titre                 | Durée |
| --- | --------------------- | ----- |
| 1.  | Emoticons             | 4:19  |
| 2.  | Give Me a Try         | 3:48  |
| 3.  | Greek Tragedy         | 3:29  |
| 4.  | Be Your Shadow        | 3:35  |
| 5.  | Headspace             | 3:54  |
| 6.  | This Is Not a Party   | 2:59  |
| 7.  | Isabel                | 3:29  |
| 8.  | Your Body Is a Weapon | 3:57  |
| 9.  | The English Summer    | 2:36  |
| 10. | Pink Lemonade         | 3:46  |
| 11. | Curveballs            | 3:39  |